# إبراهيم بن أحمد الأغلبي
إبراهيم الثاني بن أحمد بن مُحمد الأول الأغلبي التميمي (10 ذو الحجة 237 هـ - 13 ذو القعدة 289 هـ \ 3 يونيو 852 م - 19 أكتوبر 902 م) تاسع ملوك الأغالبة وأطولهم حكماً حيث دام حكمه لأكثر من ثمانية وعشرين عاماً، تولى الملك في عام (261 هـ - 875 م) بعد وفاة أخيه مُحمد الثاني بن أحمد الأغلبي وأستمر في الملك حتى وفاته عام (289 هـ - 902 م) وفي عهده بلغت الدولة الأغلبية أقصى إتساعها، قام بعدد من الحملات العسكرية الناجحة ضد الدولة البابوية وإيطاليا، كما حارب الدولة الطولونية وهزم أميرها العباس الطولوني، وألحق بالدولة الرستمية هزيمة كبيرة، كما قام ببناء مدينة رقادة قرب القيروان وأتخذها عاصمة لملكه، وينسب إليه أيضاً بناء عدد من الحصون العسكرية على السواحل التونسية، وبذلك وحد المغرب تحت رايته وأنتشر الأمان في جميع الأرجاء حيث كان التجار في زمانه يسيرون من الإسكندرية في مصر حتى سبتة في أقصى المغرب فلا يتعرض لهم أحد ، أما في الجانب الثقافي فقد أنشى بيت الحكمة في القيروان، وكان مكرماً للعلماء والأدباء، وقام باستقدام عدد كبير منهم في شتى المجلات في الفلك والطب والنبات والهندسة والرياضيات. وفيه يقول الذهبي: «إبراهيم بن أحمد الأغلبي التميمي صاحب المغرب ولي سنة إحدى وستين ومائتين، وكان ملكاً حازماً، صارماً، مَهيباً، كانت التجار تسير في زمانه في الأمن من مصر إلى سبتة، فلا يعترضهم أحد ولا يروعهم، وقد ابتنى الحصون والمحارس، بحيث كانت توقد النار، فتتصل في ليلةٍ إذا حدث امر من سبتة إلى الإسكندرية، وقد أنشى في البلاد من بنائه وبناء أبائه ثلاثون ألف معقل، وهو الذي مصر مدينة سوسة».

## نسبه ونشأته
هو إبراهيم الثاني بن أحمد بن مُحَمد الأول بن الأغلب الثاني بن إبراهيم الأول بن الأغلب الأول بن سالم بن عقال بن خفاجة بن عبَّاد بن عبد الله بن مُحَمد بن سعد بن حرام بن سعد بن مالك بن سعد بن زيد مناة بن تميم الأغلبي التميمي يُكنَى بأبي إسحاق، وهو القائل مفتخراً بنسبه:
ولد في يوم الأضحى المبارك من عام 237 هـ وذلك في عهد جده محمد الأول بن الأغلب الأول (226 هـ-242 هـ) في مدينة القيروان عاصمة الدولة الأغلبية ونشأ في كنف والده أحمد بن محمد الأول (242 هـ-249 هـ) نشأة عظيمة في بيت الملك والسيادة، فأخذ عن جده وأبيه صفات الشجاعة والقيادة وفنون إدارة الحكم، وقد تولى الملك بعد وفاة أخيه محمد الثاني بن أحمد وذلك في جمادى الأولى عام 261 هـ وعمره أربع وعشرين عاماً.

## العلاقات مع دول الجوار

### معالإمبراطورية البيزنطية

خريطة صقلية حيث كانت تتمركز الجيوش والأساطيل الأغلبية

كانت الإمبراطورية البيزنطية قد استعادت بعض قوتها في عهد الأسرة المقدونية، والذي تزامن مع حكم إبراهيم الثاني بن أحمد الأغلبي مما شكل خطراً على ولايتي صقلية، وباري التابعتين للدولة الأغلبية، وقد جعل إبراهيم نصب عينيه تحييد الخطر البيزنطي، وتحصين المواقع الأغلبية في جزيرة صقلية وباري، ففي عام 264 هـ أمر إبراهيم واليه على صقليه جعفر بن مُحَمد أن يُهاجم مدينة سرقوسة التي تعد من قواعد البيزنطيين الكبرى، ثم هاجم ما حولها من مدن كقطانية، وطبرمين، ورمطة وغيرها وقد لاقت هذه العمليات العسكرية نجاحاً كبيراً، أظهر هيبة وقوة الدولة، حيث تمكن الجيش الاغلبي من إنتزاع مدينة سرقوسة وإجلاء البيزنطيين عنها بعد أن حاصرها حصاراً شديداً لتسعة أشهر براً وبحراً، ثم نجح الأسطول الأغلبي بهزيمة الأساطيل البيزنطية التي قدمت لنجدة المدينة.
وفي عام 265 هـ وجه إبراهيم بن أحمد واليه على صقلية الحسن بن رباح لغزو طبرمين حيث نجح إبراهيم في طرد البيزنطيين من جميع نواحي صقلية، ولم يبقى لهم غير طبرمين، فغزاها الحسن ونجح في سحق حاميتها البيزنطية، فصارت جميع أرجاء صقلية تحت راية وحكم إبراهيم بن أحمد الأغلبي، ولم يكتف إبراهيم بذلك بل وجه الحسن مرة أخرى لغزو إقليم بروفانس الواقع في فرنسا فعاد الحسن محملاً بالغنائم، وواصلت الجيوش الأغلبية التوغل في أراضي أوروبا بأوامر من إبراهيم بن أحمد حتى عام 272 هـ حيث نجحوا في فتح كولونا، وشواطى الرون وذلك على يد والي صقلية سوادة بن محمد التميمي.
ونتيجة لهذه الغزوات والضغط المتزايد من الجيش الأغلبي أصاب إمبراطور القسطنطينية الخوف والهلع، فجهز أسطولاً ضخماً عام 272 هـ وأوكل قيادته إلى أحد أكبر رجاله وهو نيقفور فوكاس، والذي توجه إلى الأراضي وضرب حصاراً على مدينة سيبرينه في جنوب إيطاليا والتي كانت من قواعد الأغالبة العسكرية، وضيق عليها الحصار، حتى اضطرت حامية المدينة إلى التسليم بالأمان، ثم أتجه إلى مدينة منتنيه فأنتزعها أيضاً من الأغالبة، فهب الملك الأغلبي إبراهيم بن أحمد إلى نجدة المسلمين هناك، وولى صقلية والأراضي الإيطالية في باري وغيرها إلى أحد أكبر رجاله وهو أحمد بن عُمَر الأغلبي التميمي وهو أحد القادة الشجعان وجهز لذلك أسطولاً ضخماً، وقوات برية، وأخذ أحمد بن عُمَر بترتيب الأوضاع في صقلية، وقمع الفتن، ومراقبة تحركات البيزنطيين، وتجهيز الجيش لقتالهم، ولما أستكمل ذلك، شن هجموماً كبيراً من البر والبحر على البيزنطيين، واشتبكت الأساطيل الأغلبية مع الأساطيل البيزنطية في وقعة كبيرة، وأشتبكت أيضاً القوات البرية للطرفين في معركة برية في منطقة ريو، فانتصر الجيش والأسطول الأغلبي إنتصاراً كبيراً وساحقاً على القوات البيزنطية، وقتل من القوات البيزنطية أكثر من سبعة ألاف مقاتل، وغرق منهم خمسة ألاف، وأستولى أحمد بن عُمَر على مراكب وسفن البيزنطيين ، وهرب أهل ريو، فدخلها أحمد وضبطها، وكان من نتيجة هذا الانتصار الكبير أن أخلى البيزنطيون الكثير من المدن والقلاع التي تجاور المسلمين، ورجحت كفة الأغالبة من جديد كقوةٍ ضاربة في إيطاليا، وأخذ أحمد بن عُمَر بتوجيه السرايا للإغارة على مدن وقرى البيزنطيين فتظفر وتعود بالغنائم إلى بلرم مقر ولاية صقلية الأغلبية.
وفي عام 276 هـ إستدعى الملك إبراهيم بن أحمد قائده أحمد بن عُمَر لحجاته إليه في القيروان، واستخلف أحمد سوادة بن محمد التميمي على صقلية وسار إلى القيروان، فحدث بين سوادة وبين البيزنطيين عدد من المعارك، ومالبث إبراهيم أن عزل سوادة عن صقلية وأستعمل مكانه ابنه أبو العباس عبد الله بن إبراهيم بن أحمد الأغلبي فبلغ صقلية بقوة كبيرة، وبداً عبد الله بن إبراهيم ولايته بمهاجمة مدينة طرابنش التابعة للبيزنطيين فحاصرها، ثم دخلها بعد أن صالحه أهلها، ثم عبر مضيق مسيني إلى مدينة ريو في البر الإيطالي وقصده من ذلك ضرب تجمع القوات البيزنطية. واشتبك الطرفان وأقتتلوا قتالاً شديداً، فظفر عبد الله بهم ودخل المدينة وشتت جموعهم، وأصاب منهم غنائم كثيرة، ثم أمر بهدم سور مسيني.

### عبور إبراهيم بن أحمد بنفسه إلىصقليةلقتالالبيزنطيين

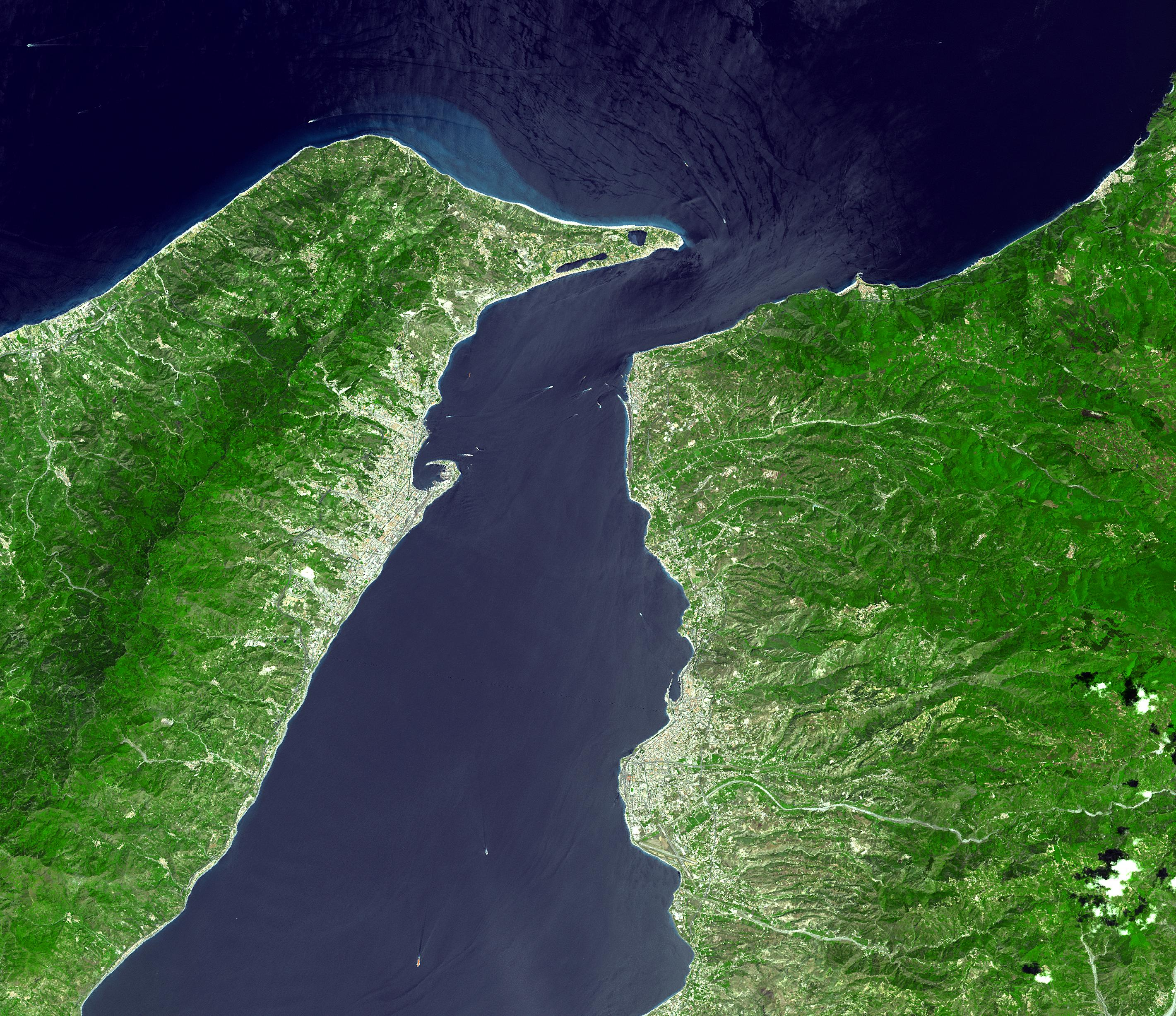
صورة فضائية لمضيق مسيني الذي عبره الملك إبراهيم بن أحمد الأغلبي لغزو بر الفرنجة

في عام 288 هـ حدث تحول خطير في الحروب الأغلبية البيزنطية، حيث أعلن الملك إبراهيم بن أحمد الزهد وتنازل عن المُلك لولده وولي عهده عبد الله الثاني بن إبراهيم الثاني الأغلبي وتصدق بجميع أمواله، وحشد القوات براً وبحراً، وعبر بنفسه من القيروان إلى صقلية ليقود القوات الأغلبية بنفسه ، وفورا وصوله إلى صقلية أعلن الجهاد، وهاجم مدينة نرطنوا وحاصرها حتى فتحها، ثم سار إلى مدينة طرابنش وأقام فيها سبعة عشراً يوماً، ومنها سار إلى مدينة باليرمو وأقام فيها أربعة عشراً يوماً، وكان يجمع الرجال ويحمس المسلمين للجهاد في هذه المدن، ويوزع الأرزاق والخيل والسلاح على المجاهدين، فأعطى كل فارس عشرين ديناراً، وكل راجل عشرة دنانير ، وبذلك إستطاع إبراهيم بن أحمد حشد قوة كبيرة، وسار بهم وهاجم مدينة طبرمين وضرب عليها حصاراً شديداً، وخرج أهلها للدفاع عن المدينة، فهاجم إبراهيم بن أحمد المدينة وهو يتلوا قوله تعالى: ﴿هَذَانِ خَصْمَانِ اخْتَصَمُوا فِي رَبِّهِمْ فَالَّذِينَ كَفَرُوا قُطِّعَتْ لَهُمْ ثِيَابٌ مِنْ نَارٍ يُصَبُّ مِنْ فَوْقِ رُءُوسِهِمُ الْحَمِيمُ ۝١٩﴾ [الحج:19] ، فهزم البيزنطيين هزيمة ساحقة، وقتلهم المسلمون قتلاً شديداً، ودخلوا طبرمين عنوةً، وغنموا منهم غنائم كثيرة، فأمر إبراهيم بقتل المقاتلة وبيع السبي والغنيمة ، وكان لفتح طبرمين صدى عظيم في القسطنطينية فلما وصلت أنباء فتح إبراهيم بن أحمد للمدينة إلى الإمبراطور البيزنطي عظم عليه ذلك وأصابه الحزن، وبقي سبعة أيام لا يلبس التاج.

إقليم قلورية الذي غزاه الملك إبراهيم بن أحمد الأغلبي

وأخذ إبراهيم بن أحمد ببث السرايا إلى حصون وقلاع الروم في صقلية، فكانت تظفر وتفتح الحصن تلو الأخر، ولم تجد مقاومة تذكر، وبعض الحصون وجد خالياً قد هرب أهله بعد وصول أنباء هزيمة الروم في معركة طبرمين، وفي عام 289 هـ وجه الملك إبراهيم بن أحمد حفيده زيادة الله الثالث بن عبد الله الثاني بن إبراهيم الثاني الأغلبي إلى مقيش ورمطة ففتحهما، ووجه ابنه أبو الأغلب بن إبراهيم إلى دمنش ففتحها عنوةً، ووجه سعدون الحلوي أحد قادته إلى آلياج فدخلها أيضاً، ثم تأهب إبراهيم بن أحمد لعبور مضيق مسيني لغزو البر الإيطالي، وذكر ابن الأثير أن إبراهيم بن أحمد بعد توحيد صقلية كلها، أخذ يعد العدة لغزو القسطنطينية عاصمة الإمبراطورية البيزنطية فخاف الإمبراطور البيزنطي من ذلك، وجعل في المدينة عسكراً عظيماً للدفاع عنها وحمايتها من هجمات إبراهيم بن أحمد المحتملة.
وبعد عبور إبراهيم بن أحمد مضيق مسيني هاجم إقليم قلورية في شهر رمضان من عام 289 هـ، وأتجه إلى مدينة كستنه ونزل في واديها، وبداً بتوزيع أبنائه وقادته في السرايا على أبوابها لإحكام الحصار عليها، وفي تلك الأثناء داهمه المرض مما اجبره على اعتزال القتال بنفسه والبقاء في المعسكر، وتوجيه الجيوش في الميدان، وبالفعل أخذت جيوشه تشن الغارات على المدينة، ودك أسوارها بالمجانيق، وفي تلك الأثناء توفي الملك إبراهيم بن أحمد الأغلبي، ودخل حفيده زيادة الله بن عبد الله بن إبراهيم الأغلبي مدينة كستنه صلحاً، وصالح أهلها على الجزية ولم يعلم أهلها بوفاة الملك.

### معالدولة الطولونيةفيمصر

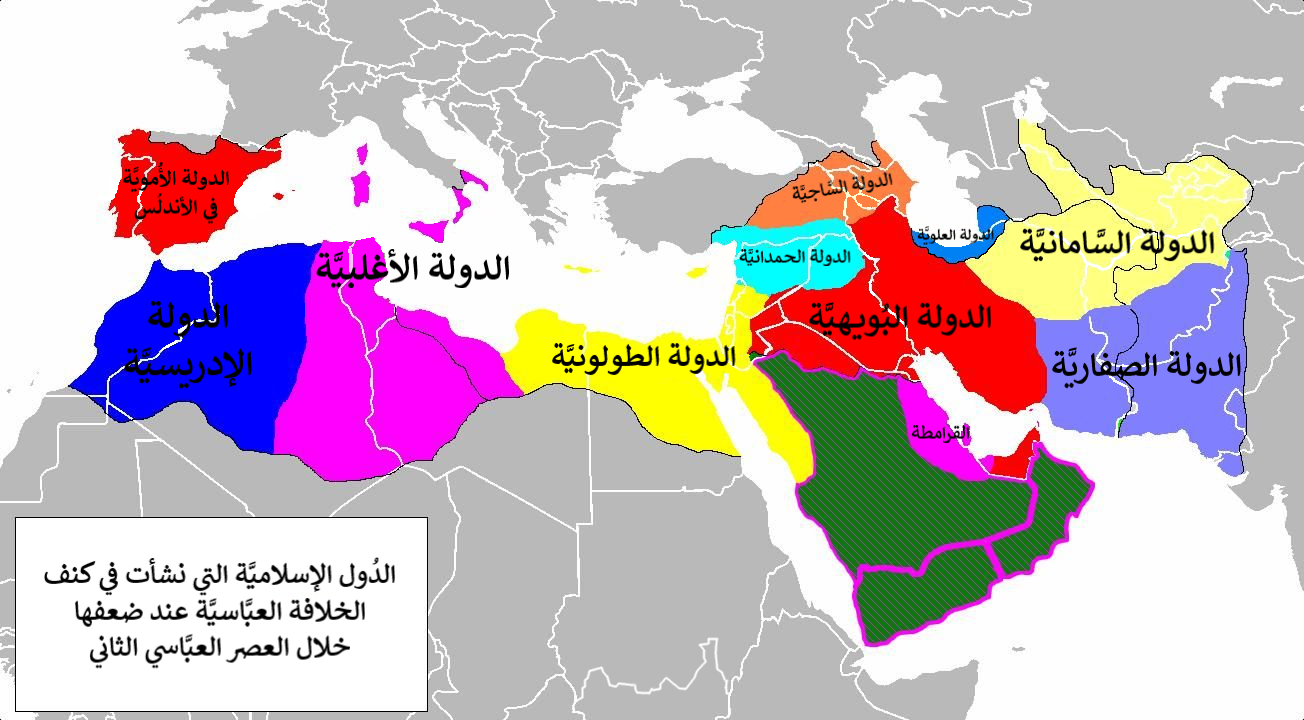
خريطة توضح الحدود التقريبية بين الدولة الأغلبية وولاية مصر التي سيطر عليها الطولونيون في النصف الثاني من القرن الثالث الهجري.

قامت الدولة الطولونية في عام 254 هـ عندما تمرد أحمد بن طولون والي مصر على الخلافة العباسية وأعلن إستقلاله عنها، وأسس مدينةً جديدة وأسماها القطائع وأتخذها عاصمةً لملكه، ولذلك لم تعترف الدولة الأغلبية بالحركة الطولونية الإستقلالية كدولةٍ مستقلة، وظلت على عداءٍ معها، طيلت أيامها، ولكن لم يحصل صدام بين الطرفين، إلا في عام 265 هـ عندما طمع الأمير الطولوني العباس بن أحمد بن طولون بملك إفريقية والمغرب، فحشد جيشاً كبيراً من ثمانمائة راجل، وعشرة ألاف راجل، وخمسة ألاف من الإبل، وأخذ كل بيت المال الذي في مصر ، وأخذ العباس يراسل رؤساء القبائل البربرية في طرابلس، فأستجابت له بعض تلك القبائل والتي كانت في عداء مع ملوك بني الأغلب بسبب فتك الأخيرين ببعضها، وحاول العباس بن أحمد بن طولون التغرير بالملك إبراهيم بن أحمد الأغلبي فأفتعلاً كتاباً على لسان الخليفة العباسي وأرسل إليه رسالةً يقول فيها: لقد قلدني أمير المؤمنين أمر إفريقية وأعمالها، فلم يلتفت إليه إبراهيم بن أحمد وأمر واليه على طرابلس بمحاربة ابن طولون والتصدي له وطرده عن إفريقية وسائر أعمال المغرب التابعة له.
ولما لم يجد العباس بن طولون رداً تقدم بقواته إلى لبدة وهي أول أعمال إفريقية من جهة المشرق فدخلها بعد أن طلب منه أهلها الأمان، فأعطاهم ابن طولون الأمان، ولما دخل مدينتهم أمر جنده بقتل أهلها واستباحتهم، ونهب المدينة وذلك في محرم من عام 266 هـ ، ثم تقدم ابن طولون وضرب الحصار على مدينة طرابلس وفيها عثمان بن قرهب والي إبراهيم بن أحمد الأغلبي، وضرب المدافع والمجانيق على أسوارها، وأرسل ابن قرهب إلى الملك إبراهيم بن أحمد يطلب منه المدد، فوجه إليه جيشاً كبيراً بقيادة مولى له اسمه بلاغ الصقلبي وألتقى الجيش الأغلبي بقوات ابن طولون عند مدينة طرابلس ودارت معركة كبيرة بين الطرفين، وفي تلك الأثناء هاجم إلياس النفوسي من زعماء البربر قوات ابن طولون من الخلف وذلك بسبب قتله لأهل لبدة وهؤلاء كلهم بربر مثله، فوقعت قوات ابن طولون بين الجيشين، وهزموا هزيمةٍ ساحقة، وتشتت جمعهم، واستطاع العباس بن طولون الفرار وبه جراحات في قِلة من جنده، واستولى ابن قرهب قائد إبراهيم بن أحمد على جميع أموال ابن طولون، ومعادته، وأخذ كل ما في معسكره من سلاحٍ ودواب وغيرها ، ولما وصلت الأنباء إلى أحمد بن طولون أرسل جيشاً للقبض على ابنه العباس وساءه خبر هزيمته، ونهب معسكره، وقتل جنوده، فجاء الجيش به مقيداً إلى أبيه وقتل عدد من أصحابه، ثم أمر به فسجن في القطائع ، وكان هذا هو الصدام العسكري الوحيد بين الأغالبة وبين الطولونيون في مصر، إذ ظلت العلاقة طيلت أيام إبراهيم بن أحمد (261هـ - 289هـ) علاقة عداوة وتنافس، ولكن بدون أن يحدث صدام أخر بين الطرفين ولم تلبث الدولة الطولونية إلا قليلاً حتى سقطت في عام 292هـ بعد قيامها بأربعين عاماً فقط، وعادت ولاية مصر إلى الدولة العباسية التي كانت العلاقة بينها وبين الدولة الأغلبية متينة وقوية وكانت علاقة صداقة وتحالف في مقابل الدولة الإدريسية والدولة الأموية في الأندلس.

### معالدولة الرستمية
كانت الدولة الرستمية تحد الدولة الأغلبية من الجهة الغربية، وموقف الدولة الأغلبية من الدولة الرستمية موقف عداء، وعدم إعتراف، وإختلاف في المذهب، فالأغالبة من أهل السنة والجماعة والرستميون من الإباضية، وقد قام الملك إبراهيم بن أحمد الأغلبي بحملة كبيرة ضد القبائل الخاضعة للرستميين، ووجه للدولة الرستمية ضربة قوية في معركة مانو عام 283 هـ وكانت تلك المعركة سبباً في سقوط الدولة الرستمية، وزوالها إلى الأبد وكان الرستميون يصفون إبراهيم بن أحمد بالطاغية بسبب سفكه لدمائهم، ويذكر أن عدد قتلى معركة مانو إثني عشراً ألف، ثم تابع إبراهيم بن أحمد مسيره إلى قنطرارة وهي من معاقل الرستميين وكان عليها سعد بن وسيم النفوسي فهاجمهم إبراهيم مع الفجر، وقتلهم قتلاً شديداً، ثم أخذ ثمانين رجلاً من علمائهم وقتلهم بين يديه صبراً.

## الإصلاحات الإدارية والمالية في عهده
ذكرت المصادر التاريخية أن الملك إبراهيم بن أحمد الأغلبي فور توليه السلطة قد شن حملة كبيرة على الفساد، والظلم، والبغي التي كانت قد إنتشرت في البلاد، وأخذت تنخر في أجهزت الدولة الأغلبية وبنية المجتمع الأغلبي وقطع دابر اللصوص، وقطاع الطرق، وأشتدت وطأته على المفسدين والعابثين في الأمن، فأوقع بهم أشد العقوبات الرادعة، حتى أستتب الأمن، وأطمئن الناس على أرواحهم وممتلكاتهم قال ابن الأثير «أمنت البلاد في عهده، وقتل أهل البغي والفساد، وكانت القوافل والتجار يسيرون في الطرق أمنين.».
وفي عام 275 هـ قام الملك إبراهيم بن أحمد الأغلبي بإصلاح مالي كبير، وقام بتعديلات في نظام جباية الضرائب، فقد أصدر أوامره بجباية الخراج حصة مما تنتجه الأرض بدلاً من تحصيله نقداً كما كان يعمل أسلافه مُنَذ أصدره الملك عبد الله بن إبراهيم الأغلبي ثاني ملوك الدولة الأغلبية والذي حكم بين عامي (196 هـ - 201 هـ)، وساهم هذا الإصلاح المالي الكبير في إستقرار خزينة الدولة مع عدم الإضرار بالمزارعين.
كما بنى إبراهيم بن أحمد مدينة رقادة وجعلها عاصمة الدولة بدلاً عن القيروان ونقل إليها دواوين الحكومة ومن أهم هذه الدواوين: ديوان الرسائل، وديوان الخاتم، وديوان الخراج (الجباية)، وديوان الجند وبذل إبراهيم جهوداً كبيرة في إصلاح هذه الدواوين وتطهيرها من الفساد، كما أعاد النظر في الهيئات الإدارية في مختلف أقاليم الدولة وعين في كل إقليم أحد أولاده أو رجالاته الذين يثق بهم، ومنحهم سلطةً واسعة لإدارة الأقاليم مع رقابته المباشرة لهم.
كما حرص إبراهيم بن أحمد على الاهتمام بالقضاء في الدولة وإختيار القضاة والفقهاء المعروف والمشهود لهم بالعلم والصلاح والتقوى، وأعطاهم صلاحيات مطلقة في تنفيذ الأحكام حتى على أفراد البيت الأغلبي الحاكم، وكان إبراهيم هو الملك الأغلبي الوحيد الذي يجلس للنظر في مظالم الرعية جرياً على سنة النبي محمد ﷺ والخلفاء الراشدين، فكان ذلك يعد إصلاحاً عظيماً في نظام القضاء في الدولة الأغلبية، وكان إبراهيم يجلس في جامع القيروان الأكبر يومي الأثنين والخميس من كل أسبوع للنظر في شكاوي الناس ومظالهم ولا يُحجب عنه أحد.